# ライプニッツの調和三角形
ライプニッツの調和三角形（ライプニッツのちょうわさんかっけい、英: Leibniz harmonic triangle）とは、有理数をある一定の規則で三角形状に並べたものである。ゴットフリート・ライプニッツが、級数の和に関連して研究した。パスカルの三角形に類似した性質をいくつか有する。

## 三角形
ライプニッツの調和三角形の最初の8段は次のようになる。
{\displaystyle {\begin{array}{cccccccccccccccccc}&&&&&&&&&1&&&&&&&&\\&&&&&&&&{\frac {1}{2}}&&{\frac {1}{2}}&&&&&&&\\&&&&&&&{\frac {1}{3}}&&{\frac {1}{6}}&&{\frac {1}{3}}&&&&&&\\&&&&&&{\frac {1}{4}}&&{\frac {1}{12}}&&{\frac {1}{12}}&&{\frac {1}{4}}&&&&&\\&&&&&{\frac {1}{5}}&&{\frac {1}{20}}&&{\frac {1}{30}}&&{\frac {1}{20}}&&{\frac {1}{5}}&&&&\\&&&&{\frac {1}{6}}&&{\frac {1}{30}}&&{\frac {1}{60}}&&{\frac {1}{60}}&&{\frac {1}{30}}&&{\frac {1}{6}}&&&\\&&&{\frac {1}{7}}&&{\frac {1}{42}}&&{\frac {1}{105}}&&{\frac {1}{140}}&&{\frac {1}{105}}&&{\frac {1}{42}}&&{\frac {1}{7}}&&\\&&{\frac {1}{8}}&&{\frac {1}{56}}&&{\frac {1}{168}}&&{\frac {1}{280}}&&{\frac {1}{280}}&&{\frac {1}{168}}&&{\frac {1}{56}}&&{\frac {1}{8}}&\\&&&&&\vdots &&&&\vdots &&&&\vdots &&&&\\\end{array}}}
分母のみの値がオンライン整数列大辞典の数列 A003506に記述されている。

## 定義
上から r 行目、左から c 列目の数 L(r, c) を
{\displaystyle {\begin{aligned}L(r,1)&={\frac {1}{r}}\\L(r,c)&=L(r-1,c-1)-L(r,c-1)\quad (c\geq 2)\end{aligned}}}
で定める。すなわち、一番左には自然数の逆数が並び、それ以外の数は左上の数から左の数を引いたものである（右の数列は左の階差数列の -1 倍である）。同じことであるが、パスカルの三角形では頂点と両辺に並ぶ1を除き、各自然数が右上と左上の自然数の和であることと対比して、調和三角形では各有理数は右下と左下の有理数の和である。

## 性質
一般の項は二項係数を用いて
{\displaystyle L(r,c)={\frac {1}{c\times {\binom {r}{c}}}}={\frac {1}{r\times {\binom {r-1}{c-1}}}}}
で与えられる。特に、項は全て単位分数（分子が 1 の分数）であり、分母は順に
1, 2, 2, 3, 6, 3, 4, 12, 12, 4, 5, 20, 30, 20, 5, …（オンライン整数列大辞典の数列 A3506）
である。さらに、調和三角形は左右対称であり、その第 r 行は、パスカルの三角形の第 r 行の逆数を r で割ったものである。また第 c 列は、パスカルの三角形の第 c + 1 列の逆数を c で割ったものである。このため第2列は矩形数の逆数になる。
パスカルの三角形の r 行 c 列の項を P(r, c) とおくと、1 < c < r に対して
{\displaystyle P(r,c)=\sum _{k=1}^{r-c+1}P(r-k,c-1)}
が成り立つことと対比して、調和三角形においては定義からすぐに導かれるように
{\displaystyle L(r,c)=\sum _{k=1}^{\infty }L(r+k,c+1)}
が成り立つ。すなわち、調和三角形のある項は、そのすぐ右下の数から左斜め下に進む先の全ての項の無限和に等しい。三角形の第1列の和は調和級数であって発散するが、これを除く第 c 列の和は 1/(c - 1) である。例えば、第2列の和は三角数の逆数の和の 1/2 であり、これは 1 に等しい。ゆえに、三角数の逆数の和は 2 である。第3列の和は四面体数の逆数の和の 1/3 であり、これは 1/2 に等しい。ゆえに、四面体数の逆数の和は 3/2 である。第4列の和は五胞体数の逆数の和の 1/4 であり、これは 1/3 に等しい。ゆえに、五胞体数の逆数の和は 4/3 である。以下同様に、n + 1 次元単体数の逆数の和は 1 + 1/n となる。